# 新潟県道160号弥彦停車場線
新潟県道160号弥彦停車場線（にいがたけんどう160ごう やひこていしゃじょうせん）は、新潟県西蒲原郡弥彦村内の一般県道。

## 概要
- 起点：西蒲原郡弥彦村大字弥彦（弥彦駅）

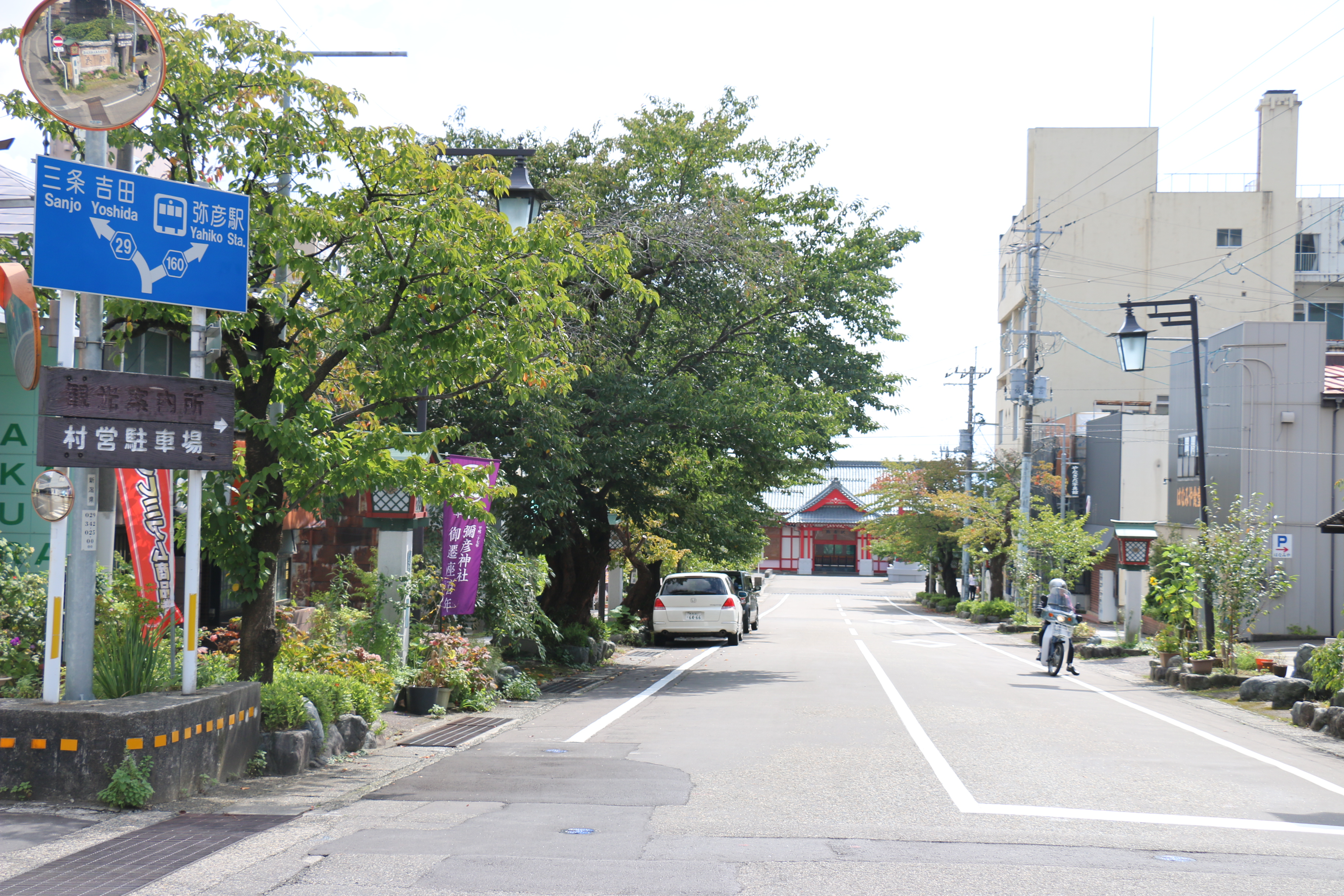
終点から弥彦駅方向を臨む

- 終点：西蒲原郡弥彦村大字弥彦（弥彦駅前交差点＝新潟県道29号吉田弥彦線交点）

JR弥彦線・弥彦駅の駅前通り。

## 通過する自治体
- 新潟県
  - 西蒲原郡弥彦村

## 主な接続道路
- 新潟県道29号吉田弥彦線（弥彦駅前交差点）